# Larroque-sur-l’Osse
Larroque-sur-l’Osse – miejscowość i gmina we Francji, w regionie Oksytania, w departamencie Gers.
Według danych na rok 1990 gminę zamieszkiwały 254 osoby, a gęstość zaludnienia wynosiła 17 osób/km² (wśród 3020 gmin regionu Midi-Pireneje Larroque-sur-l’Osse plasuje się na 810. miejscu pod względem liczby ludności, natomiast pod względem powierzchni na miejscu 769.).